# 興禅寺 (愛媛県愛南町)
興禅寺（こうぜんじ）は、愛媛県南宇和郡愛南町にある曹洞宗の仏教寺院。山号は赤岸山。本尊は十一面観世音菩薩立像。開山は覚陰永本。

## 沿革
寺記によると正確な早創年代は不明だが、諸国巡礼中の覚陰永本（かくいんえいほん）大和尚によって長月の大岩峠で教化を受けた直心宗柏（じきしんそうはく）大和尚が、永享2年（1430年）、その報恩のため堂宇を建て、荒れ果てていた興禅寺を再興したことに始まるという。場所は愛南町御荘長月の光専寺と称するところで、大岩峠は当時の交通のメインストリートであった。直心宗柏大和尚が覚陰永本大和尚に特に請うて御開山となってもらい、直心宗柏大和尚は中興開山として奉られることになった。
同山2世盈嶽全匊（ようがくぜんぎく）大和尚は、大永元年（1521年）に後柏原天皇より特に仏覚法昌（ぶつがくほうしょう）禅師の勅号を賜っている。この盈嶽全匊大和尚により、同町の少林寺（長野地区）、観音寺（緑地区）が創設された。その後歴代の住持の教化と宗勢の発展により、泉法寺（家串地区）、法性寺（柏地区）、乗願寺（菊川地区）、大林寺（福浦地区）、本願寺（長洲地区）、安住寺（長月地区）、法眼寺（広見地区）、歓喜光寺（正木地区）、円覚寺（宿毛市）などの末寺末庵が開かれていく。
一方、外護者として京都より御荘領主として下向してきた赤岸僧宗祐（そうゆう）があり、勧修寺を称した戦国の地方大名も興禅寺の大檀那となり、寺門は大いに興隆することとなった。しかし、土佐の長宗我部元親との戦で伽藍は消失。その後、御荘馬瀬（旧 自在園の建っている場所）に移ったが、寛政12年（1800年）頃に雷により再度火事で焼け、現在地に移転した。
江戸時代には平城村の庄屋（中尾・山本両家）が当時の筆頭檀家として深い信心を寄せていた。その名残りに、本堂にはめ込まれた左右の紋は両家のものである（真ん中に置かれた「丸に十の字の轡」は寺紋）。屋根には瓦を使わせてほしいという伊達藩主に対する嘆願書の写しによると、天保6年（1835年）に庫裏、本堂が建立された。なお、南宇和郡に初めての瓦葺きの建物が建ったのもこの時である。
※瓦葺の建物は火矢に強く砦の役割を果たせる為、瓦葺の建物を作る場合、その土地の統治者の許可が必要であった。
また、宇和島藩伊達家から勅願所の設置要望が歴代に渡りきたが、興禅寺の歴代全ての住職がこれを断っている。これは宇和島伊達藩は臨済宗の信奉者で、勅願所の依頼と共に臨済宗への改宗を迫られた経緯があり、改宗は引き受けるわけにはいかないと断った為で、それにより南宇和郡には一ヵ寺も臨済宗の寺院が存在しない。南宇和郡には宇和島伊達藩の勅願所は自称で名乗りを上げるものはあれども、興禅寺が長年断り続け、臨済宗に改宗したものが明治維新までに存在しないことにより、愛南町には宇和島伊達藩の正式な勅願所は存在しないはずである。
興禅寺26世魯学大而和尚は、四国において初めて葡萄の栽培を始めている。また、昭和時代に入ると、当時の内閣総理大臣・吉田茂らと親交の深い27世天外黄中（てんがいこうちゅう）和尚や、ゼネラル石油創設者の中尾幸雄、日動創業者の倉田健一、国際電設社長の金井正男らと交流の深かった28世昌山道隆（しょうざんどうりゅう）大和尚によって隆盛することとなった。平成3年（1991年）には29世辺際一晴（へんざいいっせい）大和尚の代に伽藍が新築され、現在の本堂は銅製本瓦葺となっている。
興禅寺の東側の寺院墓地には御庄観世音菩薩が建立されている。